# Condado de San Rodrigo
El condado de San Rodrigo es un título nobiliario español creado en 1843 por el pretendiente al trono Carlos María de Borbón y Austria-Este —conocido como Carlos VII— en favor de Carlos Brioso y Blanco.
Este título fue reconocido como título del reino en 1959, recayendo en favor de María del Carmen Casanueva y Navarro, que se convirtió, de esa forma, en la segunda condesa de San Rodrigo.

## Condes de San Rodrigo
|                                     | Titular                                       | Periodo                             |
| Creación por Carlos María de Borbón | Creación por Carlos María de Borbón           | Creación por Carlos María de Borbón |
| ----------------------------------- | --------------------------------------------- | ----------------------------------- |
| I                                   | Carlos Brioso y Blanco                        | 1843-                               |
| Reconocido por Francisco Franco     |                                               |                                     |
| II                                  | María del Carmen Casanueva y Navarro          | 1959-1976                           |
| III                                 | María del Carmen Fernández-Cuesta y Casanueva | 1979- 2011                          |
| IV                                  | Alfonso Muñoz-Seca Fernández Cuesta           | 2013-2021                           |
| V                                   | Alejandra Muñoz-Seca Delbreil-Bergès          | 2021-hoy                            |

## Historia de los condes de San Rodrigo
- Carlos Brioso y Blanco, I conde de San Rodrigo.

Tras solicitud cursada el 15 de noviembre de 1957 (BOE del día 21 de ese mes), un decreto del 29 de abril de 1959 —publicado en el BOE del 2 de mayo— autorizó a María del Carmen Casanueva y Navarro el «derecho a ostentar y usar el título carlista de Conde de San Rodrigo»:
- María del Carmen Casanueva y Navarro (m. 1976), II condesa de San Rodrigo.

Casó con Raimundo Fernández-Cuesta y Merelo. En 1979, tras solicitud cursada el 20 de abril de 1977 (BOE del 4 de junio) y orden del 1 de agosto del mismo año para que se expida la correspondiente carta de sucesión (BOE del 12 de septiembre), le sucedió su hija:
- María del Carmen Fernández-Cuesta y Casanueva (m. 2011), III condesa de San Rodrigo.

El 17 de septiembre de 2013, tras solicitud cursada el 4 de febrero del mismo año (BOE del día 26) y orden del 26 de abril para que se expida la correspondiente carta de sucesión (BOE del 15 de mayo), le sucedió su hijp:
- Alfonso Muñoz-Seca Fernández Cuesta, IV conde de San Rodrigo, diplomático, cónsul en la ciudad del Cabo, Sudáfrica (1990-1993).[10]  Le sucedió su hija:

- Alejandra Muñoz-Seca Delbreil-Bergès, V condesa de San Rodrigo.[11]